# Hoành Mô
Hoành Mô là một xã thuộc tỉnh Quảng Ninh, Việt Nam. Phía bắc của xã Hoành Mô nằm ở thượng nguồn sông Tiên Yên. Tại đây có cửa khẩu Hoành Mô. Xã Hoành Mô nằm trong Khu kinh tế cửa khẩu Hoành Mô - Đồng Văn.

## Địa giới hành chính
Hoành Mô nằm ở phía bắc của huyện Bình Liêu.
- Phía đông giáp xã Đồng Văn, huyện Bình Liêu.
- Phía nam giáp xã Húc Động, huyện Bình Liêu.
- Phía tây giáp xã Đồng Tâm, huyện Bình Liêu.
- Phía bắc giáp Trung Quốc.